# HMS Queen Elizabeth (1913)
HMS Queen Elizabeth (00) là một thiết giáp hạm của Hải quân Hoàng gia Anh, là chiếc dẫn đầu của lớp Queen Elizabeth bao gồm năm chiếc thuộc thế hệ tàu chiến Dreadnought. Tên của nó được đặt nhằm tôn vinh Nữ hoàng Elizabeth I của Anh. Nó đã từng phục vụ trong cả Chiến tranh Thế giới thứ nhất lẫn thứ hai trước khi được cho ngừng hoạt động vào năm 1945 và tháo dỡ vào năm 1948.

## Thiết kế và chế tạo
Queen Elizabeth được đặt lườn vào ngày 21 tháng 10 năm 1912; được hạ thủy vào ngày 16 tháng 10 năm 1913 tại Portsmouth, Hampshire; và được đưa ra hoạt động vào tháng 1 năm 1915 khi Chiến tranh Thế giới thứ nhất đã nổ ra.

## Lịch sử hoạt động

### Chiến tranh Thế giới thứ nhất

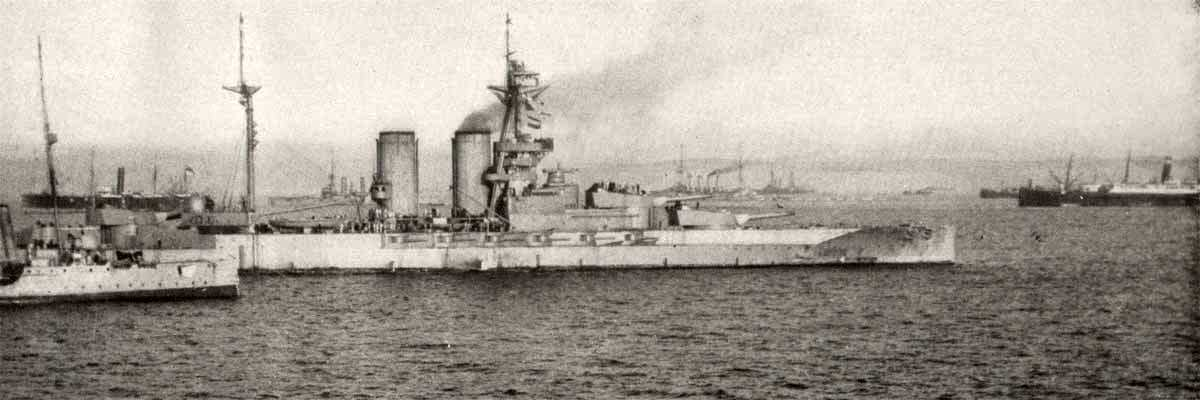
HMS Queen Elizabeth tại Dardanelles vào năm 1915.

Trong khi còn đang chạy thử máy tại Địa Trung Hải, Queen Elizabeth được gửi đến Dardanelles trong một cố gắng của lực lượng Đồng Minh nhằm cô lập Đế quốc Ottoman khỏi cuộc chiến. Queen Elizabeth là chiếc thiết giáp hạm hiện đại duy nhất tham gia hoạt động này cùng một loạt các tàu chiến-tuần dương và thiết giáp hạm thế hệ tiền-dreadnought. Nó trở thành soái hạm chỉ huy các hoạt động hải quân trong Chiến dịch Dardanelles, dẫn đầu hàng thiết giáp hạm Anh trong trận chiến quyết định vào ngày 18 tháng 3 năm 1915. Trong các hoạt động quân sự tại Gallipoli vào ngày 25 tháng 4, Queen Elizabeth là soái hạm của Tướng Sir Ian Hamilton, Tư lệnh Lực lượng Viễn chinh Địa Trung Hải. Tuy nhiên, sau khi chiếc HMS Goliath bị đánh chìm bởi một tàu phóng lôi Thổ Nhĩ Kỳ vào ngày 12 tháng 5, Queen Elizabeth lập tức được cho rút ra một vị trí an toàn hơn.
Sau đó nó gia nhập Hải đội Thiết giáp hạm 5 dưới quyền chỉ huy của Đô đốc Hugh Evan-Thomas, bao gồm các thiết giáp hạm thuộc lớp Queen Elizabeth, thuộc Hạm đội Grand đặt căn cứ tại Scapa Flow, nhưng nó đã không tham gia trận Jutland do đang được bảo trì trong ụ tàu.

### Giữa hai cuộc thế chiến
Giữa hai cuộc thế chiến, Queen Elizabeth là soái hạm của Hạm đội Đại Tây Dương từ năm 1919 đến năm 1924. Thứ trưởng Hải quân tương lai John H. D. Cunningham từng phục vụ cùng với chiếc thiết giáp hạm vào năm 1922. Từ năm 1924, nó là soái hạm của Hạm đội Địa Trung Hải. Sau một đợt tái trang bị, nó lại gia nhập Hạm đội Địa Trung Hải vào năm 1927, chuyển sang Hạm đội Đại Tây Dương vào năm 1929, vào cuối năm lại chuyển trở lại Địa Trung Hải, nơi nó phục vụ cho đến 1937. Trong những năm 1930, nó tham gia cuộc cấm vận không can thiệp khi xảy ra cuộc Nội chiến Tây Ban Nha.
Queen Elizabeth được tái cấu trúc lại hai lần trong những năm giữa hai cuộc chiến tranh. Trong những năm 1926-1927, đai giáp chống ngư lôi được bổ sung, các ống khói được sáp nhập, bốn khẩu pháo 102 mm (4 inch) được trang bị, và một tháp quan sát trên cột mới được thêm vào. Trong đợt nâng cấp tiếp theo vào những năm 1937-1941, nó được trang bị một cầu tàu dạng tháp thay thế cho cầu tàu cũ, các khẩu pháo 152 mm (6 inch) được tháo dỡ và thay vào chỗ đó là 20 khẩu 114 mm (4,5 in) cùng nhiều súng phòng không cỡ nhỏ; lớp giáp ngang được bổ sung; động cơ và nồi hơi được thay thế, cũng như góc nâng của dàn pháo chính được tăng lên 30o. Lớp vỏ giáp sàn tàu được tăng lên 127 mm (5 inch) bên trên các hầm đạn, 62 mm (2,5 inch) bên trên phòng động cơ, trong khi các khẩu pháo mới 114 mm (4,5 in) có lớp giáp dày từ 25 mm đến 50 mm (1-2 inch). Nó cũng được trang bị một máy phóng máy bay giữa tàu. Các thiết bị kiểm soát hỏa lực cũng được trang bị, bao gồm hệ thống kiểm soát hỏa lực phòng không HACS Mk IV và hệ thống Admiralty Fire Control Table Mk VII kiểm soát hỏa lực mặt biển của dàn pháo chính.

### Chiến tranh Thế giới thứ hai

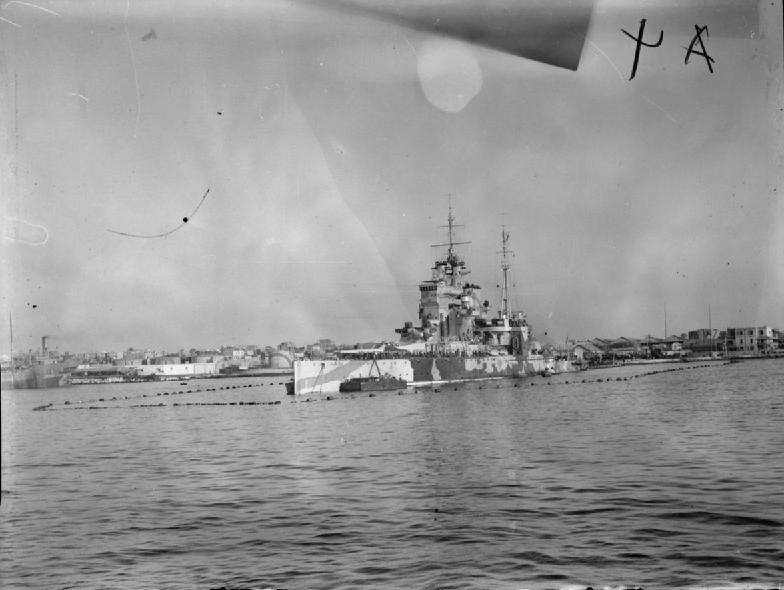
HMS Queen Elizabeth tại cảng Alexandria được vây quanh bởi lưới chống ngư lôi.

Việc tái cấu trúc hoàn tất vào tháng 1 năm 1941, khi Anh Quốc đã trong tình trạng chiến tranh trên một năm. Queen Elizabeth lại gia nhập Hạm đội Địa Trung Hải, hỗ trợ cho cuộc triệt thoái khỏi đảo Crete vào tháng 6 năm 1941. Nó cùng với chiếc tàu chị em HMS Valiant bị trúng mìn do người nhái Ý cài đặt, và bị hư hại nặng trong cuộc tấn công vào ngày 19 tháng 12 năm 1941 trong vùng nước nông của cảng Alexandria thuộc Ai Cập, với tổn thất chín thành viên thủy thủ đoàn thiệt mạng.
Mặc dù bị mắc cạn xuống đáy cảng, sàn tàu của nó không bị hư hại và toàn bộ nhóm người nhái Italy đều bị bắt. Vì lý do này, người Anh cố giữ hình ảnh nó ở trong tình trạng hoàn toàn sẵn sàng chiến đấu, nhằm che đậy sự yếu kém của lực lượng Anh trong khu vực Địa Trung Hải trong khi hai chiếc thiết giáp hạm được cho vá lại và nổi lên. Tuy nhiên, sự che đậy này kéo dài không lâu, khi Valiant chỉ quay trở lại hoạt động sau nhiều tháng, còn đối với Queen Elizabeth là hơn một năm rưỡi. Sau khi được sửa chữa tạm thời trong tháng 6 năm 1942, nó đi đến xưởng hải quân Norfolk tại Virginia thuộc Hoa Kỳ; và từ tháng 9 năm 1942 đến tháng 6 năm 1943, nó được sửa chữa và nâng cấp một cách triệt để.
Queen Elizabeth quay trở lại Hạm đội Nhà vào tháng 7 năm 1943, và đến tháng 12 nó lên đường hướng sang Viễn Đông, và gia nhập Hạm đội Viễn Đông Anh Quốc vào tháng 1 năm 1945. Nó tham gia vào cuộc bắn phá các căn cứ của quân Nhật tại Indonesia. Chiếc thiết giáp hạm kỳ cựu từ thời Đệ Nhất thế chiến được đưa về dự bị vào tháng 8 năm 1945.
Queen Elizabeth được rút khỏi Đăng bạ Hải quân vào tháng 6 và tháo dỡ vào tháng 7 năm 1948.